# Mewasseret Cijjon
Mewasseret Cijjon (hebr. ‏מְבַשֶּׂרֶת צִיּוֹן‎) – samorząd lokalny położony w Dystrykcie Jerozolimy, w Izraelu.
Leży w górach Judzkich w odległości około 7 km na zachód od Jerozolimy, w otoczeniu miejscowości Har Adar, wiosek Moca Illit i Ajn Nakkuba, moszawów Bet Zajit i Bet Nekofa oraz kibucu Cowa. Miejscowość składa się z dwóch oddzielnych części: Mewasseret Jeruszalajim i Ma’oz Cijjon, będących pod jurysdykcją jednego samorządu lokalnego.

## Historia
Okoliczne wzgórza od starożytności zajmowały strategiczne miejsce przy drodze z równiny nadbrzeżnej do Jerozolimy. Z tego powodu Rzymianie wybudowali tutaj twierdzę znaną jako Castellum. Na jej ruinach krzyżowcy wybudowali zamek Castellum Belveer, którego ruiny wznoszą się na szczycie wzgórza do czasów współczesnych. Prawdopodobnie w okresie panowania osmańskiego przy wzgórzu powstała arabska wioska Al-Qastal.
Podczas wojny domowej w Mandacie Palestyny w 1948 roku wioska była miejscem zażartych walk izraelsko-arabskich, kilkakrotnie przechodząc z rąk do rąk. Przełomowym momentem w walkach okazała się śmierć znanego arabskiego dowódcy Abd al-Qadir al-Husayni, na którego pogrzeb udało się do Jerozolimy wielu Arabów. Wielu z nich opuściło pozycje obronne, umożliwiając izraelskim oddziałom przeprowadzenie 9 kwietnia udanego szturmu. Wioska przestała wówczas praktycznie istnieć. Podczas wojny o niepodległość w 1948 wzgórze z twierdzą krzyżowców zostało zamienione w żydowski punkt oporu, który urósł do rangi symbolu wojny. Miejsce to zachowano jako pamiątka dla potomnych. Można tutaj oglądać modele oraz eksponaty z czasów bitwy z 1948.
W 1951 założono tutaj osadę Ma’oz Cijjon (pol. Twierdza Syjonu), w której osiedlili się żydowscy imigranci z Iraku, Kurdystanu, Iranu i Afryki Północnej. Początkowo był to typowy obóz dla przesiedleńców (hebr. ma’abara), w którym osadnicy mieszkali w namiotach i budowali kolejne baraki mieszkalne. Wielu z tutejszych mieszkańców pracowało w pobliskich kamieniołomach Boneh.
W 1956 na wzgórzu położonym na wschód od Ma’oz Cijjon założono nową osadę, którą nazwano Mewasseret Jeruszalajim. Zamieszkali w niej żydowscy imigranci z Afryki Północnej. Tutejsi mieszkańcy pracowali w sadach owocowych w dolinie Arazim.
W 1963 nastąpiło połączenie obu osad w jednym samorządzie lokalnym Mewasseret Cijjon. Nazwę zaczerpnięto z tekstu Księgi Izajasza 40:9

Wstąpże na wysoką górę, 
zwiastunko dobrej nowiny w Syjonie! 
Podnieś mocno twój głos, 
zwiastunko dobrej nowiny w Jeruzalem! 
Podnieś głos, nie bój się! 
Powiedz miastom judzkim: 
„Oto wasz Bóg!”

## Demografia
Zgodnie z danymi Izraelskiego Centrum Danych Statystycznych w 2008 roku w mieście żyło 23,7 tys. mieszkańców.
Populacja miasta pod względem wieku:
| Wiek (w latach) | Procent populacji w % |
| --------------- | --------------------- |
| 0-4             | 8,9%                  |
| 5-9             | 8,5%                  |
| 10-14           | 8,7%                  |
| 15-19           | 9,2%                  |
| 20-29           | 15,9%                 |
| 30-44           | 17,9%                 |
| 45-59           | 18,9%                 |
| ponad 60        | 12,0%                 |

Źródło danych: Central Bureau of Statistics.

## Edukacja

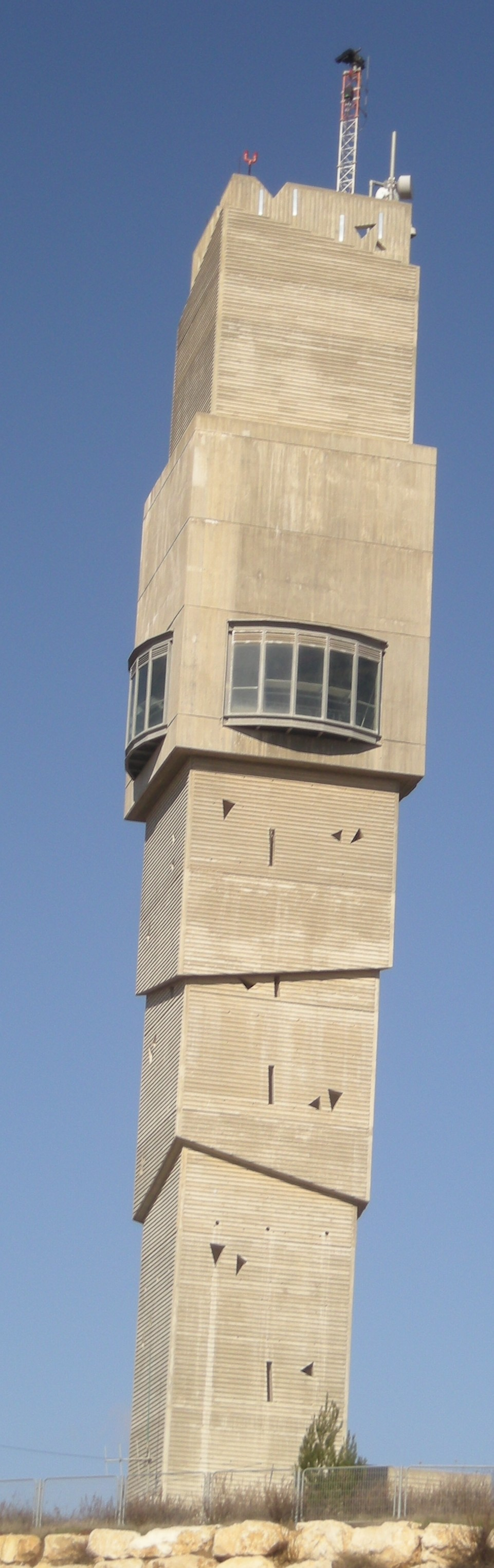
Wieża wodna w Mewasseret Cijjon

W miejscowości znajdują się 3 szkoły podstawowe i 1 szkoła średnia. Dodatkowo jest tutaj jesziwa Sha’arei Mevaseret.

## Turystyka
Rejon wzgórza Castel z ruinami zamku krzyżowców znajduje się pod szczególną ochroną. Utworzono tutaj Park Narodowy Castel, który jest dużą atrakcją turystyczną.

## Instytucje
W 2006 roku Agencja Żydowska otworzyła w mieście ośrodek absorpcji nowych imigrantów, którzy przyjeżdżają do państwa Izraela. W centrum absorpcji przebywają obecnie w większości imigranci z Etiopii. Znajduje się tutaj etiopskie centrum prawne Tebeka oraz liczni doradcy, tłumacze, nauczyciele i pracownicy pomocy społecznej. Niektórzy opisują ośrodek jako „odrębna wioska wewnątrz miasta”. Wokół ośrodka dochodzi do licznych napięć społecznych, które są żywo komentowane przez izraelskie i zagraniczne media.
W mieście znajdują się ambasady Paragwaju i Boliwii.

## Gospodarka
W Mewasseret Cijjon swoją działalność prowadzi wiele różnorodnych firm i przedsiębiorstw. Między innymi, firma A. Bouton Road Construction and Development Ltd. zajmuje się budownictwem i budową dróg.

## Komunikacja
Przez miejscowość przebiega autostrada nr 1 (Tel Awiw–Jerozolima).

## Miasta partnerskie
- Sankt Augustin, Niemcy
- White Plains, USA